# Miria Obote
Miria Obote nee Kalule (sinh ngày 16 tháng 7 năm 1936) là cựu Đệ nhất phu nhân của Uganda, và là góa phụ của cựu Thủ tướng và Tổng thống Milton Obote. Cô là một ứng cử viên trong cuộc bầu cử tổng thống tháng 2 năm 2006.

## Bối cảnh và giáo dục
Miria Kalule được sinh ra ở Kawempe, Bulasio Kalule, một công chức làm việc với Cục Bảo trì Đường bộ trong Bộ Công trình  và vợ Malita .
Cô học trường trung học Gayaza và sau đó là Đại học Makerere .
Miria Obote trở về Uganda từ Zambia vào tháng 10 năm 2005, sau 20 năm lưu vong, để chôn cất chồng. Hai tháng sau, bà được bầu làm người đứng đầu Quốc hội Nhân dân Uganda (UPC) và là ứng cử viên tổng thống cho cuộc bầu cử tiếp theo. UPC được thành lập bởi chồng  và được lãnh đạo bởi anh ta cho đến khi anh ta chết. Cô đã giành được 0,6% số phiếu trong cuộc bầu cử tổng thống ngày 23 tháng 2 năm 2006, được giành bởi tổng thống đang ngồi, Yoweri Museveni.

## Cuộc sống cá nhân
Miria kết hôn với Milton Obote vào tháng 11 năm 1963  và họ có 4 đứa con giữa họ, bao gồm cả Jimmy Akena, thành viên của Nghị viện đại diện cho Lira Đô thị .